# Курейка (посёлок)
Куре́йка — посёлок в Туруханском районе Красноярского края, в межселенной территории.
Курейский сельсовет являлся административно-территориальной единицей в подчинении Игарского горсовета.
7 октября 1991 года в Пенсионном Фонде Российской Федерации была зарегистрирована Курейская сельская администрация города Игарки.
27 декабря 1995 года Законодательное собрание Красноярского края приняло Закон № 8-207 «Об административно-территориальном устройстве Красноярского края», по которому районы определялись как совокупность районных городов, сельсоветов и посёлков, объединённых в территориальном отношении, а сельсоветы как совокупность нескольких сельских населенных пунктов. Вступил в силу закон с 10 января 1996 года.
Игарка до 2005 года являлась краевым городом (образовывала городской совет). Посёлок Курейка, находившийся в подчинении Игарки, образовывал административно-территориальную единицу под названием Курейский сельсовет, подчинённый администрации города Игарки, или Курейская сельская администрация города Игарки.
В 2005 году Игарка была включена в состав Туруханского района в качестве городского поселения (районного города на уровне административно-территориального устройства), посёлок Курейка был передан в межселенную территорию.

## География
Посёлок расположен напротив впадения реки Курейки в Енисей, в 168 км южнее Игарки.

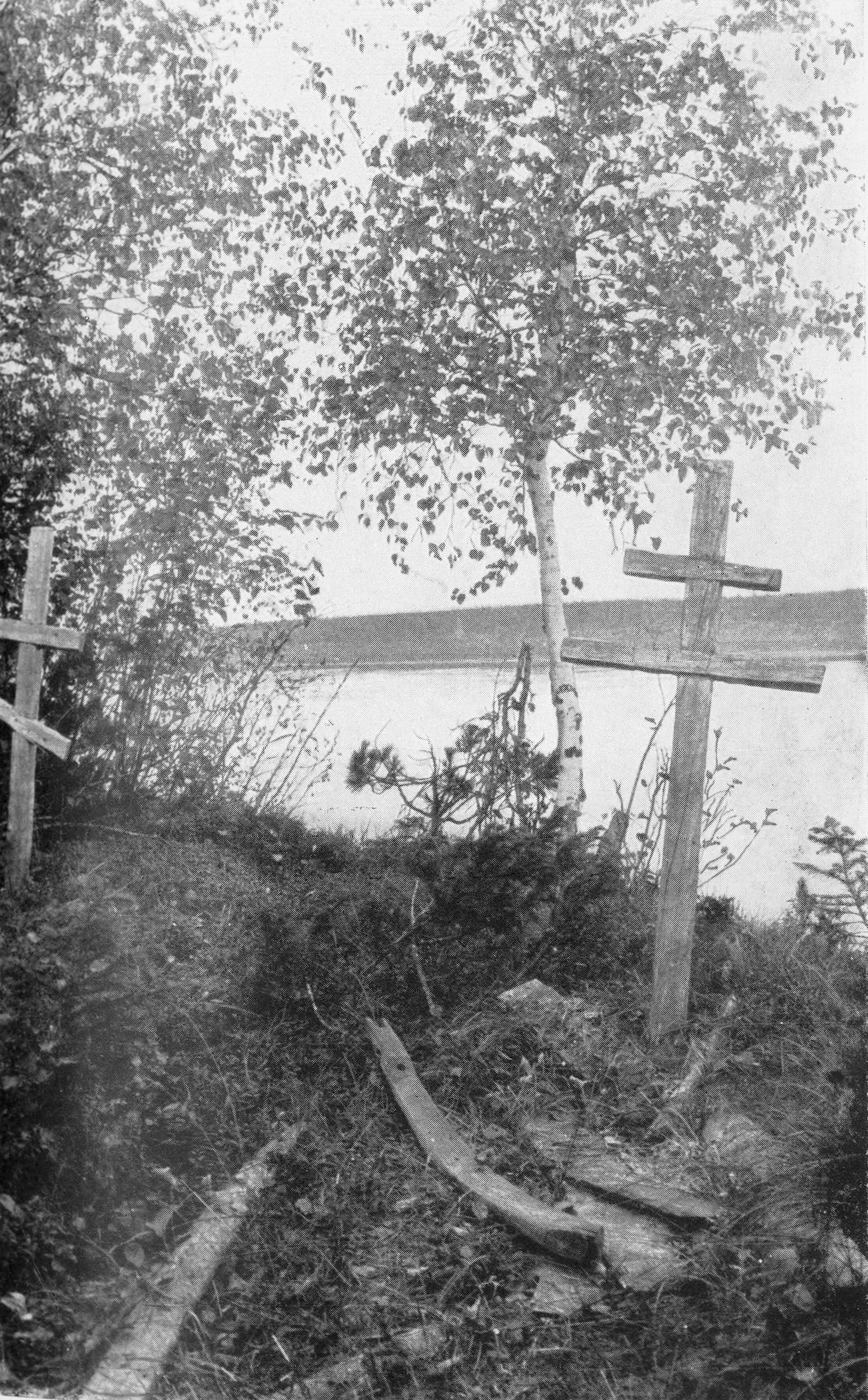
Могила енисейского остяка с санями возле Курейки, 1913. Сани кладутся на могилу, чтобы покойник мог доехать на них на тот свет.
Снимок Ф. Нансена

## Население
| 1989 | 2002 | 2010 |
| ---- | ---- | ---- |
| 422  | ↘181 | ↘78  |

## Инфраструктура
Из учреждений обслуживания в селе имеются: сельсовет, клуб, библиотека, начальная школа, детский сад, ФАП, отделение связи, спортзал, баня и два магазина.

## Экономика
Градообразующее предприятие одно — производственный участок «Курейка» ТР МУП «Туруханскэнерго».

## Люди, связанные с селом
Здесь с 1914 по 1916 годы отбывали ссылку Иосиф Сталин и Яков Свердлов.  В 1934 году в селе был создан музей Сталина, закрытый после развенчания «культа личности» и окончательно сгоревший в 1996 году. В 2024 году в поселке установили памятник Сталину. Он появился в рамках создания рекреационно-туристической зоны возле разрушенного пантеона вождя.